# Bernhard Siegert
Bernhard Siegert (* 20. Dezember 1959 in Bremen) ist ein deutscher Medienhistoriker und Medientheoretiker. 

## Leben
Siegert studierte von 1979 bis 1987 Germanistik, Philosophie und Geschichte an der Albert-Ludwigs-Universität in Freiburg und promovierte 1991 an der Ruhr-Universität Bochum. 
Seit 2001 ist er Professor und Inhaber des Lehrstuhls Geschichte und Theorie der Kulturtechniken an der Bauhaus-Universität Weimar.
Er ist zusammen mit Friedrich Kittler, Norbert Bolz, Georg Christoph Tholen, Peter Weibel, Wolfgang Coy, Claus Pias, Sybille Krämer, und Wolfgang Ernst einer der Pioniere einer deutschsprachigen kulturwissenschaftlich geprägten Medienwissenschaft.
Von 2008 bis 2020 war Siegert zusammen mit Lorenz Engell Direktor des Internationalen Kollegs für Kulturtechnikforschung und Medienphilosophie (IKKM) in Weimar, wo er 2020 das DFG-Graduiertenkolleg „Medienanthropologie“ mitbegründete.

## Schriften
- Relais. Brinkmann und Bose, Berlin 1993, ISBN 3-922660-52-5.
  - (engl.): Relays. Stanford University Press, Stanford 1999, ISBN 0-8047-3238-8.
- [...] Auslassungspunkte. Institut für Buchkunst, Leipzig 2003, ISBN 3-932865-26-X.
- mit Joseph Vogl (Hrsg.): Europa. Kultur der Sekretäre. diaphanes, Zürich/Berlin 2003, ISBN 3-935300-38-7.
- Passage des Digitalen. Brinkmann und Bose, Berlin 2003, ISBN 3-922660-80-0.
- Passagiere und Papiere. Schreibakte auf der Schwelle zwischen Spanien und Amerika (1530–1600). Fink, Paderborn/München 2006, ISBN 978-3-7705-4224-6.
- Cultural Techniques: Grids, Filters, Doors, and Other Articulations of the Real. Fordham University Press, New York 2015, ISBN 978-0-8232-6376-9.
- Final Frontiers: Eine Medienarchäologie des Meeres. Brill/Fink, Paderborn 2024, ISBN 978-3-7705-6899-4.

## Herausgaben
- (mit Lorenz Engell): Zeitschrift für Medien- und Kulturforschung, 2009–2020 , ISSN 1869-1366.
- (mit Joseph Vogl, Friedrich Balke und Lorenz Engell): Archiv für Mediengeschichte, 2001–, ISSN 2629-7590.